# Vila Marisa Mazzei
Vila Marisa Mazzei é um bairro da Zona Nordeste de São Paulo, situado no distrito de Santana. É administrado pela Subprefeitura de Santana.